# Torilidinae
Sous-tribu
Les Torilidinae sont une sous-tribu de plantes à fleurs de la sous-famille des Apioideae dans la famille des Apiaceae.

## Nom
La sous-tribu des Torilidinae est décrite en 1827 par le botaniste belge Barthélemy Dumortier.

## Liste des genres
La sous-tribu des Torilidinae comprend les genres suivants selon NCBI en 2020 :
| - Astrodaucus - Caucalis - Glochidotheca - Lisaea | - Szovitsia - Torilis - Turgenia - Yabea |